# Plaza Huincul
Plaza Huincul (Mapudungun: wigkul, "Berg") ist eine Stadt im argentinischen Patagonien. Sie liegt im Departamento Confluencia in der Provinz Neuquén. Gemeinsam mit der Nachbarstadt Cutral-Có bildet sie eine Agglomeration mit 46.268 Einwohnern und damit ist diese Agglomeration die zweitgrößte in der Provinz.

## Geschichte
Die Stadt wurde am 24. April 1966 gegründet.

## Wirtschaft
In der Nähe der Stadt fand man im Jahre 1918 Erdöl. Das bedeutendste Unternehmen ist die zu Repsol YPF gehörende Raffinerie.

## Sehenswürdigkeiten
Die größte Sehenswürdigkeit in der Stadt ist das paläontologische Museum Carmen Funes, in dem die Fossilien des Argentinosaurus ausgestellt sind.